# Відкриття кохання
Відкриття кохання (кор. 연애의 발견) — південнокорейський романтичний серіал що транслювався щопонеділка та щовівторка з 18 серпня по 7 жовтня 2014 року на телеканалі KBS2.

## Сюжет
Хан Йо Рим разом зі своєю подругою розробляє дизайн меблів. Вона вже декілька років зустрічається з пластичним хірургом Нам Ха Чжином, здається що в їх житті все добре і діло йде до весілля. Але одного разу вона випадково зустрічає свого колишнього хлопця Кан Те Ха, якого не бачила декілька років. За ці роки він побудував власний бізнес та став розумним, харизматичним, впевненим в собі чоловіком. Неочікувано, Йо Рим помічає що його почуття до неї з роками не згасли, та й вона не може спокійно знаходитись біля нього. Тож перед нею постає важка дилема, кого вона більше кохає, бо обидва чоловіка їй не байдужі.

## Акторський склад

### Головні ролі
- Чон Ю Мі — у ролі Хан Йо Рим[1][2]. Дизайнерка меблів, винаймає в своєї матері студію де мешкає разом зі своїми друзями Чун Хо та Соль. В юності почала зустрічатися з Те Ха, але за п'ять років, через непорозуміння вони розійшлися. Зустрівши випадково Те Ха в більш зрілому віці, не може зрозуміти кого вона насправді кохає, Те Ха чи свого нового бойфренда Ха Чжіна.
- Ерік Мун[en] — у ролі Кан Те Ха[3]. Молодий президент будівельної фірми, після випадкової зустрічі зі своєю колишньою дівчиною його захопили старі почуття.
- Сон Чжун — у ролі Нам Ха Чжіна[4]. Молодий талановитий пластичний хірург, в дитинстві був всиновлений з дитбудинку в якому у нього була подруга А Рім яку він вважав молодшою сестрою. Все подальше життя він страждав від почуття провини за те що його всиновили, а А Рім залишилася в приюті.
- Юн Чін Ї — у ролі Ан А Рім. Молода дівчина яка виросла в дитбудинку, в дитинстві вона була Ха Чжіну як молодша сестра але після того як його всиновили втратила з ним зв'язок. У своєму житті вона звикла покладатися лише на власні сили.
- Юн Хьон Мін — у ролі До Чун Хо. Лікар, колега Ха Чжіна, друг Йо Рим та Соль[5].
- Кім Силь Гі — у ролі Юн Соль. Колега та найкраща подруга Йо Рим.

### Другорядні ролі
- Кім Хє Ок[en] — у ролі Сім Юн Хї. Мати Йо Рим, сценарістка.
- Ан Сок Хван[en] — у ролі Пе Мін Су.
- Лі Син Чжун[en] — у ролі Юн Чон Мока.
- Сон Бьон Сук — у ролі прийомної матері Ха Чжіна.
- Ку Вон — у ролі Чхве Ин Кю.
- Чон Су Йон — у ролі Чан Кі Ин.

## Рейтинги
- Найнижчі рейтинги позначені синім кольором, а найвищі — червоним кольором.

| Серія            | Прем'єра         | Назва серії                                            | Рейтинг        | Рейтинг      | Рейтинг        | Рейтинг     |
| Серія            | Прем'єра         | Назва серії                                            | TNmS Ratings   | TNmS Ratings | AGB Nielsen    | AGB Nielsen |
| Серія            | Прем'єра         | Назва серії                                            | По всій країні | Сеул         | По всій країні | Сеул        |
| ---------------- | ---------------- | ------------------------------------------------------ | -------------- | ------------ | -------------- | ----------- |
| 1                | 18 серпня 2014   | Як же так трапилось що ми спали в одному ліжку?        | 5 %            | 5,2 %        | 6,3 %          | 7,1 %       |
| 2                | 19 серпня 2014   | Може ти порвеш з ним та повернешся до мене?            | 5,3 %          | 5,8 %        | 6,3 %          | 7,3 %       |
| 3                | 25 серпня 2014   | Не допоможе, якщо ти думаєш що це просто ревнощі       | 4,6 %          | 5,2 %        | 5,6 %          | 6,2 %       |
| 4                | 26 серпня 2014   | Тобі подобається Хан Йо Рим?                           | 5,2 %          | 5,9 %        | 6,2 %          | 7 %         |
| 5                | 1 вересня 2014   | Я знаю що про це зізнання завтра пошкодую!             | 7,1 %          | 8,5 %        | 7,6 %          | 9,3 %       |
| 6                | 2 вересня 2014   | Навіть якщо небо впаде, я до тебе не піду              | 5,6 %          | 6,5 %        | 6,6 %          | 7,8 %       |
| 7                | 8 вересня 2014   | Це твоє перше однобічне кохання, чи не так?            | 6,3 %          | 8,7 %        | 7,3 %          | 7,9 %       |
| 8                | 9 вересня 2014   | Це не побачення; це війна                              | 6,7 %          | 7,5 %        | 7,7 %          | 8,4 %       |
| 9                | 15 вересня 2014  | Я говорив «Я тебе кохаю» сотні разів…                  | 6,2 %          | 7 %          | 6,9 %          | 7,5 %       |
| 10               | 16 вересня 2014  | Давай розлучимося…                                     | 6,6 %          | 8,1 %        | 7,2 %          | 7,8 %       |
| 11               | 22 вересня 2014  | Виглядаючи у вікно кілька разів на день                | 5,4 %          | 6,1 %        | 6,8 %          | 7,6 %       |
| 12               | 23 вересня 2014  | В той день слова «Я кохаю тебе» торкнулися мого серця… | 6 %            | 7 %          | 7,6 %          | 8,6 %       |
| 13               | 29 вересня 2014  | Може мені зіграти п'яного та просто поцілувати тебе?   | 7,2 %          | 7,4 %        | 7,6 %          | 8,6 %       |
| 14               | 30 вересня 2014  | Ти щойно назвав мене сукою?                            | 6,8 %          | 8 %          | 7,7 %          | 8,4 %       |
| 15               | 6 жовтня 2014    | Чи зможуть вони знову покохати?                        | 7,4 %          | 7,5 %        | 7,5 %          | 8,3 %       |
| 16               | 7 жовтня 2014    | Хоча немає такої речі, як вічна любов…                 | 7,2 %          | 9,5 %        | 7,6 %          | 8,3 %       |
| Середній рейтинг | Середній рейтинг | Середній рейтинг                                       | 6,1 %          | 7,1 %        | 7 %            | 7,9 %       |

## Нагороди
| Рік  | Нагорода                                    | Категорія                                      | Отримувач            | Результат | Примітки |
| ---- | ------------------------------------------- | ---------------------------------------------- | -------------------- | --------- | -------- |
| 2014 | 3-тя Премія «Зірок МААТР»                   | Краща нова акторка                             | Кім Силь Гі          | Перемога  | [ 7 ]    |
| 2014 | 28-ма Премія KBS драма                      | Нагорода за майстерність (актор мінісеріалу)   | Ерік Мун             | Перемога  | [ 8 ]    |
| 2014 | 28-ма Премія KBS драма                      | Нагорода за майстеність (акторка мінісеріалу)  | Чон Ю Мі             | Перемога  | [ 8 ]    |
| 2014 | 28-ма Премія KBS драма                      | Кращий нова акторка                            | Кім Силь Гі          | Перемога  | [ 8 ]    |
| 2014 | 28-ма Премія KBS драма                      | Нагорода Netizen (актор)                       | Ерік Мун             | Перемога  | [ 8 ]    |
| 2014 | 28-ма Премія KBS драма                      | Нагорода Netizen (акторка)                     | Чон Ю Мі             | Перемога  | [ 8 ]    |
| 2014 | 28-ма Премія KBS драма                      | Краща пара                                     | Ерік Мун та Чон Ю Мі | Перемога  | [ 8 ]    |
| 2015 | 48-й Х'юстонський міжнародний кінофестиваль | Золотий Ремі (категорія комедійні телесеріали) | «Відкриття кохання»  | Перемога  | [ 9 ]    |
| 2015 | 36-й Всесвітній медіафестиваль Banff        | Нагорода новачку (категорія мелодрама)         | «Відкриття кохання»  | Перемога  | [ 10 ]   |